# Mojynty (stacja kolejowa)
Mojynty (kaz. Мойынты, ros. Мойынты) – węzłowa stacja kolejowa w miejscowości Mojynty, w rejonie Szet, w obwodzie karagandyjskim, w Kazachstanie. Węzeł linii Astana – Szu z linią do Dostyku. Położona jest na trasie Nowego Jedwabnego Szlaku.

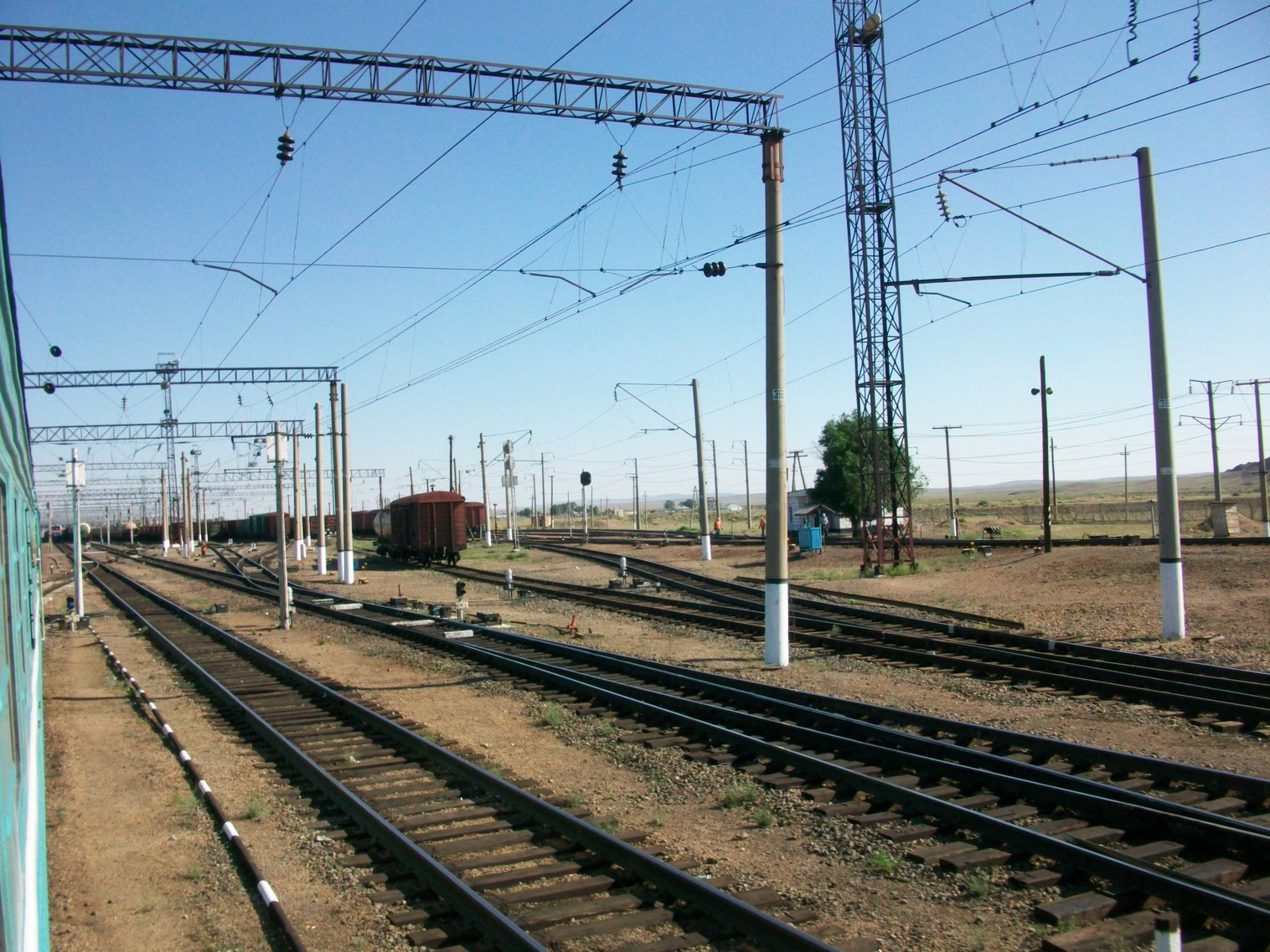
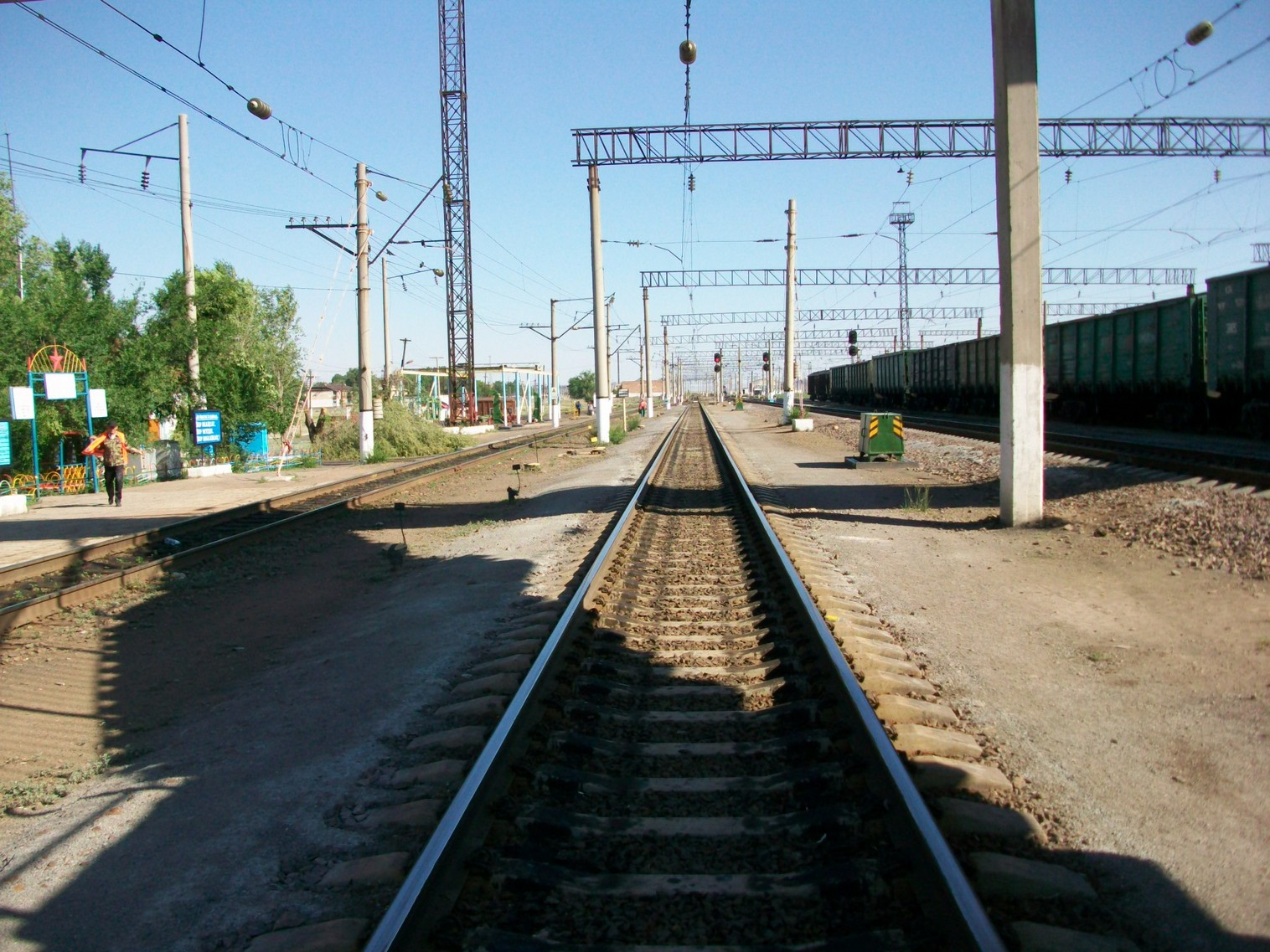